# Учасники російсько-української війни Ж
Учасники російсько-української війни, прізвища яких починаються з літери Ж:
1. Жабенко Юрій Леонідович
2. Жабінець Олександр Михайлович
3. Жабіцький Ілля Миколайович
4. Жабровець Ігор Михайлович
5. Жадан Олексій Валентинович
6. Жадько Ігор Віталійович
7. Жайворонок Богдан Сергійович
8. Жакун Олександр Миколайович
9. Жаравін Олександр Володимирович
10. Жарик Олександр Миколайович
11. Жарков Михайло Валерійович
12. Жаров Степан Станіславович
13. Жарук Дмитро Павлович
14. Гоча Жванія[1]
15. Ждан Іван Володимирович
16. Жданенко Олександр Олегович
17. Жданов Володимир Сергійович
18. Жданянчин Микола Іванович
19. Жданюк Микола Іванович
20. Ждєд Олексій Олександрович
21. Жеведь Ілля Михайлович
22. Жеков Максим Петрович
23. Железняк Сергій Георгійович
24. Желем Іван Іванович
25. Желіско Дмитро Сергійович
26. Желіховський Владислав Юрійович
27. Желтяков Сергій Анатолійович
28. Желуденко Олександр Васильович
29. Жемчугов Володимир Павлович
30. Женжеруха Володимир Михайлович
31. Женіхов Дмитро Ігорович
32. Жеребецький Тарас Петрович
33. Жеребило Вадим Володимирович
34. Жеребкін Євгеній Віталійович
35. Жеребцов Борис Вікторович
36. Жеребцов Володимир Володимирович
37. Жержевський Сергій Олександрович
38. Жеріков Артем Олександрович
39. Жерун Костянтин Олегович
40. Жибров Олександр Олександрович
41. Живанов Максим Сергійови
42. Живолуп Руслан Анатолійович
43. Животовський Олександр Валерійович
44. Живцов Андрій Анатолійович[2][3]
45. Жигадло Артем[4]
46. Жила В'ячеслав Миколайович
47. Жиленко Станіслав Юрійович
48. Жилін Руслан Михайлович
49. Жир Петро Миколайович
50. Жирний Андрій Олексійович
51. Жирнов Віктор Анатолійович
52. Жирнов Микола Миколайович
53. Жиров Сергій Вікторович
54. Житар Павло Миколайович
55. Житник Іван Олександрович[5]
56. Житницький Станіслав[6]
57. Житніков Кирило Вячеславович
58. Жицький Сергій Васильович
59. Жмакін Денис Ігорович
60. Жмурко Роман Сергійович
61. Жмурко Юрій Володимирович[7]
62. Жованик Андрій Євгенович
63. Жовба Олексій Валерійович
64. Жовтий Дмитро В'ячеславович
65. Жовтобрюх Артем Олегович
66. Жовтяк Дмитро Васильович
67. Жогін Владислав Андрійович
68. Жолондієвський Олександр Борисович
69. Жолудєв Олександр Олександрович
70. Жолудєва Катерина Нугзарівна
71. Жолудєва Людмила Сергіївна
72. Жолудь Олександр Володимирович
73. Жоров Вадим Олександрович
74. Жосан Олександр Олександрович
75. Жубер Ігор Леонідович
76. Жуйко Владислав Володимирович
77. Жук Андрій Олександрович
78. Жук Андрій Сергійович
79. Жук Василь Володимирович
80. Жук Володимир Дмитрович
81. Жук Костянтин Олександрович[8]
82. Жук Микола Вікторович
83. Жук Олег Олегович
84. Жук Роман Степанович
85. Жук Сергій Володимирович
86. Жук Сергій Йосипович
87. Жук Юрій Володимирович
88. Жук Юрій Сергійович
89. Жуков Антон В'ячеславович
90. Жуков Вадим Андрійович
91. Жуков Дмитро Сергійович
92. Жуков Євген Вікторович
93. Жуков Євген Олександрович
94. Жуков Іван Всеволодович[9]
95. Жуков Максим Миколайович
96. Жуков Олексій Вікторович
97. Жуковець Юрій Володимирович
98. Жуковський Владлен Олександрович
99. Жуковський Дмитро Олегович
100. Жулинський Микола Володимирович
101. Жума Андрій Володимирович
102. Жумабоєв Мукімбой Юнусович
103. Жупан Богдан Богданович
104. Жупинас Тарас Олегович
105. Журавель Віталій Дмитрович
106. Журавель Ярослав Сергійович
107. Журавленко Андрій Анатолійович
108. Журавльов Юрій Володимирович
109. Журавський Вадим Віталійович
110. Журавський Олег Васильович
111. Журик Олександр Юрійович
112. Жученко Валентин Григорович
113. Жучок Роман Миколайович